# Lista de embaixadores indicados por Luiz Inácio Lula da Silva (2023–presente)
Em seu Artigo 61, a Constituição Federal Brasileira determina que o Presidente do Brasil é o responsável máximo pela política interna e externa do país sendo, portanto, uma de suas atribuições a nomeação de embaixadores e demais cargos diplomáticos. Os Embaixadores do Brasil são os principais representantes dos interesses do governo brasileiro no trato diplomático com as demais nações do globo e sua indicação pelo Presidente da República deve ser seguida de uma confirmação pela Comissão de Relações Exteriores e Defesa Nacional do Senado Federal.
Em seu terceiro mandato presidencial, Lula da Silva indicou novos embaixadores para diversas missões diplomáticas brasileiras no exterior. Em 22 de março de 2023, o Senado Federal recebeu formalmente a indicação de 7 embaixadores pelo Palácio do Planalto com a previsão de que sejam encaminhados um total de 13 indicações pelo Governo Lula a longo prazo.

## Embaixadores do Brasil (Governo Lula)
- Indicação de Embaixador ainda não encaminhada ao Senado.
- Indicação de Embaixador ainda não confirmada pelo Senado.
- Indicação de Embaixador confirmada pelo Senado.

### África
| País                                            | Cargo      | Indicado(a)                        | Concessão de agrément   | Nº MSF      | Aprovação na CRE    | Aprovação no Plenário | Nomeação no DOU     | Início da missão    |
| ----------------------------------------------- | ---------- | ---------------------------------- | ----------------------- | ----------- | ------------------- | --------------------- | ------------------- | ------------------- |
| Botswana                                        | Embaixador | João Genésio de Almeida Filho      | 19 de abril de 2023     | MSF 37/2023 | 22 de junho de 2023 | 4 de julho de 2023    | 2 de agosto de 2023 | Outubro de 2023     |
| Egito (cumulativamente com Eritreia)            | Embaixador | Paulino Franco de Carvalho Neto    | 27 de fevereiro de 2023 | MSF 5/2023  | 11 de maio de 2023  | 17 de maio de 2023    | 26 de maio de 2023  | 1 de agosto de 2023 |
| Gana (cumulativamente com Libéria e Serra Leoa) | Embaixador | Mariana Gonçalves Madeira          | 3 de novembro de 2023   | MSF 92/2023 |                     |                       |                     |                     |
| Malawi (cumulativamente com Zâmbia)             | Embaixador | Arthur Henrique Villanova Nogueira | —                       | MSF 16/2023 | 25 de maio de 2023  | 31 de maio de 2023    | 20 de junho de 2023 | 2 de agosto de 2023 |
| Marrocos                                        | Embaixador | Alexandre Guido Lopes Parola       | 25 de abril de 2023     | MSF 32/2023 | 22 de junho de 2023 | 4 de julho de 2023    | 11 de julho de 2023 | Agosto de 2023      |
| Nigéria                                         | Embaixador | Carlos José Areias Moreno Garcete  | 28 de novembro de 2023  | MSF 1/2024  |                     |                       |                     |                     |

### Américas
| País                                            | Cargo      | Indicado(a)                       | Concessão de agrément   | Nº MSF      | Aprovação na CRE       | Aprovação no Plenário  | Nomeação no DOU        | Início da missão    |
| ----------------------------------------------- | ---------- | --------------------------------- | ----------------------- | ----------- | ---------------------- | ---------------------- | ---------------------- | ------------------- |
| Argentina                                       | Embaixador | Julio Glinternick Bitelli         | 24 de janeiro de 2023   | MSF 8/2023  | 11 de maio de 2023     | 17 de maio de 2023     | 26 de maio de 2023     | Julho de 2023       |
| Canadá                                          | Embaixador | Carlos França                     | 25 de maio de 2023      | MSF 44/2023 | 6 de julho de 2023     | 2 de agosto de 2023    | 23 de agosto de 2023   | Outubro de 2023     |
| Cuba                                            | Embaixador | Christian Vargas                  | 22 de fevereiro de 2023 | MSF 21/2023 | 11 de maio de 2023     | 23 de maio de 2023     | 13 de junho de 2023    | Julho de 2023       |
| Estados Unidos                                  | Embaixador | Maria Luiza Ribeiro Viotti        | 30 de janeiro de 2023   | MSF 9/2023  | 11 de maio de 2023     | 17 de maio de 2023     | 26 de maio de 2023     | 30 de junho de 2023 |
| Guiana                                          | Embaixador | Maria Cristina de Castro Martins  | 20 de setembro de 2023  | MSF 76/2023 | 12 de dezembro de 2023 | 12 de dezembro de 2023 | 15 de janeiro de 2024  | A assumir           |
| Peru                                            | Embaixador | Clemente de Lima Baena Soares     | 1 de março de 2023      | MSF 20/2023 | 18 de maio de 2023     | 24 de maio de 2023     | 20 de junho de 2023    | Agosto de 2023      |
| República Dominicana                            | Embaixador | Carlos Luís Dantas Coutinho Perez | 14 de julho de 2023     | MSF 58/2023 | 28 de setembro de 2023 | 25 de outubro de 2023  | 29 de novembro de 2023 | A assumir           |
| Trinidad e Tobago (cumulativamente com Granada) | Embaixador | Maria Elisa Teófilo de Luna       | 16 de outubro de 2023   | MSF 75/2023 | 12 de dezembro de 2023 | 12 de dezembro de 2023 | 9 de janeiro de 2024   | A assumir           |
| Venezuela                                       | Embaixador | Glivânia Maria de Oliveira        | 13 de novembro de 2023  | MSF 86/2023 | 12 de dezembro de 2023 | 12 de dezembro de 2023 | 9 de janeiro de 2024   | A assumir           |

### Ásia
| País                                                                                    | Cargo      | Indicado(a)                           | Concessão de agrément   | Nº MSF      | Aprovação na CRE       | Aprovação no Plenário  | Nomeação no DOU        | Início da missão      |
| --------------------------------------------------------------------------------------- | ---------- | ------------------------------------- | ----------------------- | ----------- | ---------------------- | ---------------------- | ---------------------- | --------------------- |
| Bahrein                                                                                 | Embaixador | Adriano Silva Pucci                   | —                       | MSF 36/2023 | 22 de junho de 2023    | 4 de julho de 2023     | 11 de julho de 2023    | Setembro de 2023      |
| Catar                                                                                   | Embaixador | Marcelo Otávio Dantas Loures da Costa | 10 de julho de 2023     | MSF 54/2023 | 17 de agosto de 2023   | 13 de setembro de 2023 | 25 de outubro de 2023  | Dezembro de 2023      |
| Cazaquistão                                                                             | Embaixador | Marcel Fortuna Biato                  | 19 de janeiro de 2024   |             |                        |                        |                        |                       |
| Emirados Árabes Unidos                                                                  | Embaixador | Sidney Leon Romeiro                   | 17 de abril de 2023     | MSF 30/2023 | 22 de junho de 2023    | 4 de julho de 2023     | 11 de julho de 2023    | Outubro de 2023       |
| Filipinas (cumulativamente com Palau, Estados Federados da Micronésia e Ilhas Marshall) | Embaixador | Gilberto Fonseca Guimarães de Moura   | 30 de junho de 2023     | MSF 51/2023 | 17 de agosto de 2023   | 13 de setembro de 2023 | 5 de outubro de 2023   | Novembro de 2023      |
| Índia (cumulativamente com Butão)                                                       | Embaixador | Kenneth Félix Haczynski da Nóbrega    | —                       | MSF 12/2023 | 11 de maio de 2023     | 17 de maio de 2023     | 26 de maio de 2023     | Agosto de 2023        |
| Indonésia                                                                               | Embaixador | George Monteiro Prata                 | —                       | MSF 13/2023 | 25 de maio de 2023     | 31 de maio de 2023     | 20 de junho de 2023    | Agosto de 2023        |
| Irã                                                                                     | Embaixador | Eduardo Ricardo Gradilone Neto        | 30 de maio de 2023      | MSF 43/2023 | 6 de julho de 2023     | 2 de agosto de 2023    | 23 de agosto de 2023   | 2 de outubro de 2023  |
| Israel                                                                                  | Embaixador | Frederico Salomão Meyer               | 22 de fevereiro de 2023 | MSF 17/2023 | 18 de maio de 2023     | 23 de maio de 2023     | 13 de junho de 2023    | Agosto de 2023        |
| Kuwait                                                                                  | Embaixador | Rodrigo d'Araujo Gabsch               | 27 de julho de 2023     | MSF 57/2023 | 28 de setembro de 2023 | 25 de outubro de 2023  | 29 de novembro de 2023 | 21 de janeiro de 2024 |
| Myanmar                                                                                 | Embaixador | Gustavo Rocha de Menezes              | 20 de junho de 2023     | MSF 55/2023 | 17 de agosto de 2023   | 20 de setembro de 2023 | 25 de outubro de 2023  | Dezembro de 2023      |
| Omã                                                                                     | Embaixador | Alfredo Cesar Martinho Leoni          | 25 de maio de 2023      | MSF 38/2023 | 12 de dezembro de 2023 | 12 de dezembro de 2023 | 9 de janeiro de 2024   | A assumir             |

### Europa
| País                                              | Cargo      | Indicado(a)                               | Concessão de agrément | Nº MSF      | Aprovação na CRE     | Aprovação no Plenário  | Nomeação no DOU       | Apresentação das credenciais |
| ------------------------------------------------- | ---------- | ----------------------------------------- | --------------------- | ----------- | -------------------- | ---------------------- | --------------------- | ---------------------------- |
| Bósnia e Herzegovina                              | Embaixador | Maria Clara Duclos Carisio                | 5 de julho de 2023    | MSF 49/2023 | 17 de agosto de 2023 | 13 de setembro de 2023 | 25 de outubro de 2023 | A assumir                    |
| Bulgária (cumulativamente com Macedônia do Norte) | Embaixador | Paulo Roberto Campos Tarrisse da Fontoura | 26 de maio de 2023    | MSF 45/2023 | 6 de julho de 2023   | 2 de agosto de 2023    | 23 de agosto de 2023  | Novembro de 2023             |
| Croácia                                           | Embaixador | Silvana Polich                            | 25 de abril de 2023   | MSF 31/2023 | 22 de junho de 2023  | 4 de julho de 2023     | 12 de julho de 2023   | Setembro de 2023             |
| Dinamarca                                         | Embaixador | Leonardo Luís Gorgulho Nogueira Fernandes | 15 de janeiro de 2024 |             |                      |                        |                       |                              |
| Eslováquia                                        | Embaixador | Gabriel Boff Moreira                      | 19 de janeiro de 2023 | MSF 14/2023 | 25 de maio de 2023   | 31 de maio de 2023     | 20 de junho de 2023   | Setembro de 2023             |
| França (cumulativamente com Mônaco)               | Embaixador | Ricardo Neiva Tavares                     | 23 de janeiro de 2023 | MSF 6/2023  | 11 de maio de 2023   | 17 de maio de 2023     | 26 de maio de 2023    | Junho de 2023                |
| Grécia                                            | Embaixador | Paulo Roberto Caminha de Castilhos França | —                     | MSF 15/2023 | 18 de maio de 2023   | 24 de maio de 2023     | 20 de junho de 2023   | Agosto de 2023               |
| Itália (cumulativamente com Malta e San Marino)   | Embaixador | Renato Mosca de Souza                     | 8 de maio de 2023     | MSF 29/2023 | 15 de junho de 2023  | 21 de junho de 2023    | 6 de julho de 2023    | Agosto de 2023               |
| Países Baixos                                     | Embaixador | Fernando Simas Magalhães                  | 31 de março de 2023   | MSF 26/2023 | 25 de maio de 2023   | 31 de maio de 2023     | 20 de junho de 2023   | 6 de setembro de 2023        |
| Reino Unido                                       | Embaixador | Antonio Patriota                          | 2 de março de 2023    | MSF 11/2023 | 18 de maio de 2023   | 23 de maio de 2023     | 13 de junho de 2023   | Agosto de 2023               |
| Romênia                                           | Embaixador | Ricardo Guerra de Araújo                  | 20 de março de 2023   | MSF 25/2023 | 15 de junho de 2023  | 21 de junho de 2023    | 6 de julho de 2023    | Outubro de 2023              |
| Santa Sé (cumulativamente com Ordem de Malta)     | Embaixador | Everton Vieira Vargas                     | 2 de março de 2023    | MSF 10/2023 | 11 de maio de 2023   | 17 de maio de 2023     | 26 de maio de 2023    | Julho de 2023                |
| Suécia (cumulativamente com Letônia)              | Embaixador | Maria Edileuza Fontenele Reis             | 12 de junho de 2023   | MSF 50/2023 | 17 de agosto de 2023 | 13 de setembro de 2023 | 25 de outubro de 2023 | Novembro de 2023             |

### Oceania
| País                                                                                   | Cargo      | Indicado(a)                       | Concessão de agrément | Nº MSF      | Aprovação na CRE    | Aprovação no Plenário | Nomeação no DOU    | Início da missão |
| -------------------------------------------------------------------------------------- | ---------- | --------------------------------- | --------------------- | ----------- | ------------------- | --------------------- | ------------------ | ---------------- |
| Austrália (cumulativamente com Ilhas Salomão, Papua-Nova Guiné, Vanuatu, Fiji e Nauru) | Embaixador | Claudio Frederico de Matos Arruda | 17 de março de 2023   | MSF 24/2023 | 15 de junho de 2023 | 21 de junho de 2023   | 6 de julho de 2023 | Agosto de 2023   |

### Organismos internacionais
| Organização                                | Cargo                    | Indicado(a)                  | Designação            | Nº MSF      | Aprovação na CRE    | Aprovação no Plenário | Nomeação no DOU     | Apresentação das credenciais |
| ------------------------------------------ | ------------------------ | ---------------------------- | --------------------- | ----------- | ------------------- | --------------------- | ------------------- | ---------------------------- |
| Nações Unidas                              | Representante Permanente | Sérgio França Danese         | 19 de janeiro de 2023 | MSF 7/2023  | 11 de maio de 2023  | 17 de maio de 2023    | 26 de maio de 2023  | 6 de julho de 2023           |
| Organização da Aviação Civil Internacional | Delegado Permanente      | Michel Arslanian Neto        | 4 de abril de 2023    | MSF 18/2023 | 11 de maio de 2023  | 24 de maio de 2023    | 20 de junho de 2023 | 26 de junho de 2023          |
| Agência Internacional de Energia Atômica   | Representante Permanente | Claudia Vieira Santos        | 30 de março de 2023   | MSF 33/2023 | 22 de junho de 2023 | 4 de julho de 2023    | 11 de julho de 2023 | 14 de setembro de 2023       |
| Organização Mundial do Comércio            | Delegado Permanente      | Guilherme de Aguiar Patriota | 4 de abril de 2023    | MSF 19/2023 | 18 de maio de 2023  | 24 de maio de 2023    | 13 de junho de 2023 | 6 de setembro de 2023        |
| Organização dos Estados Americanos         | Representante Permanente | Benoni Belli                 | 31 de março de 2023   | MSF 22/2023 | 18 de maio de 2023  | 24 de maio de 2023    | 20 de junho de 2023 | 26 de julho de 2023          |